# Car Clinic
Car Clinic ist ein Marktforschungsinstrument der Automobilindustrie.
Bei einer Car Clinic werden den Testpersonen in einem Teststudio („In-Hall“) oder auf einer abgesperrten Teststrecke Testfahrzeuge gemeinsam mit den entsprechenden Wettbewerbsfahrzeugen präsentiert. Das Testfahrzeug ist meist ein bis ins Detail ausgearbeiteter Prototyp, der sich nicht vom geplanten verkaufsfertigen Fahrzeug unterscheidet.
Die Car Clinics werden in der Regel nicht vom Fahrzeugherstellern selbst, sondern von spezialisierten Marktforschungsunternehmen durchgeführt. Nach der Präsentation der Fahrzeuge werden ausführliche Interviews mit den Testpersonen geführt. Untersucht werden u. a. das Image und die Akzeptanz neuer Fahrzeugmodelle im Hinblick auf Design, Materialien oder Qualitätsanmutung sowie die Kaufmotive der Zielgruppe, ebenso im Fall von Testfahrten (dynamische Tests) die Bewertung der Fahreigenschaften.
Da die Tests oft lange vor der Markteinführung durchgeführt werden, sind die Testpersonen zur Geheimhaltung verpflichtet. Oft werden die Fahrzeuge maskiert, d. h. einzelne Bauteile wie z. B. die Motorhaube werden verfremdet, um das Risiko von brauchbaren Fotos zu minimieren (siehe Erlkönig).
Bei Car Interior Clinics werden z. B. die Inneneinrichtung oder verschiedene Zubehörkomponenten bewertet.
Seit 2010 werden virtuelle Car Clinics angeboten. Dabei werden Studienteilnehmern mit unterschiedlichen Visualisierungstechniken (u. a. 3D, Flash, Filme) Modelle und Details vorgeführt. Die Stärke dieses Ansatzes sind die niedrigeren Kosten, Durchführbarkeit als Onlineumfrage und die bessere regionale Verteilung der Teilnehmer gegenüber klassischen central-location Ansätzen. Für Untersuchungsziele wie die Beurteilung des Geruches oder haptischer Eigenschaften ist dieser Ansatz keine Alternative.